# Meineweh
Meineweh (do 31 lipca 2011 Anhalt Süd) – gmina w Niemczech, w kraju związkowym Saksonia-Anhalt, w powiecie Burgenland, wchodzi w skład gminy związkowej Wethautal. Powstała 1 stycznia 2010 z połączenia trzech gmin: Meineweh, Pretzsch oraz Unterkaka.